# Kristallchemische Strukturformel
Die kristallchemische Strukturformel ist eine spezielle Schreibweise chemischer Formeln in der Mineralogie, die neben dem stöchiometrischen Verhältnis (siehe auch Summenformel) zusätzlich die Bindungsstruktur der chemischen Bestandteile eines Minerals darstellt.
Entwickelt wurde die kristallchemische Strukturformel vom deutschen Mineralogen Karl Hugo Strunz und lautet in der allgemeinen Schreibweise
- AuBvCw[(O,OH,F)x|(RO3)y]·nH2O für Carbonate, Nitrate und zum Teil auch Borate
- AuBvCw[(O,OH,F)x|(RO4)y]·nH2O für Sulfate, Phosphate und Silikate

Bedeutung der einzelnen Komponenten:
- Vor der eckigen Klammer stehen mit A, B und C die Kationen, geordnet nach abnehmendem Ionenradius
- Innerhalb der eckigen Klammer folgt der gesamte Anionenverband, bestehend aus den komplexfremden Anionen O, OH und F, getrennt durch einen senkrechten Strich, gefolgt von dem komplexen Anion RO3 bzw. RO4.

## Beispiele
Beim Carbonat Dundasit PbAl2[(OH)2|CO3]2·H2O ist das komplexfremde Anion OH− allein an die Kationen Blei und Aluminium gebunden, während das O2− im Carbonatkomplex [CO3]2− sowohl mit den genannten Kationen als auch mit dem zentralen Kohlenstoff verbunden ist. Zur Verdeutlichung des strukturellen Aufbaus werden deshalb die komplexfremden Anionen an die erste Stelle innerhalb der eckigen Klammer und damit näher zu den Kationen gerückt.
Ebenso ist beim Phosphat Fluorapatit Ca5[F|(PO4)3] das komplexfremde Fluor nur mit dem Calcium verbunden, der Sauerstoff im Phosphatkomplex dagegen mit den Kationen und dem Phosphor.
Das Silikatmineral Titanit hat die Formel CaTi[O|SiO4]. In der Verbindung ist das vom SiO4-Tetraeder getrennte O2− allein an die Kationen Ca2+ und Ti4+ gebunden, während das O2− der SiO4-Tetraeder sowohl an die genannten Kationen als auch an Silicium gebunden ist.

## Ergänzende Angaben
Gelegentlich wird auch die Wertigkeit der Kationen bzw. deren Koordinationszahl mit angegeben, wenn dies zur Unterscheidung bei mehrwertigen Elementen oder zum Verständnis der Struktur nötig ist, wie unter anderem beim Magnetit Fe2+(Fe3+)2O4 oder beim Åkermanit Ca2Mg[4][Si2O7].
Sollten bestimmte Strukturplätze nicht vollständig besetzt sein, wird dies mit einem kleinen Quadrat ‚◻‘ als Symbol angezeigt wie beispielsweise beim Glaukophan ◻Na2(Mg,Fe)3Al2[(OH)2|Si8O22].

## Abstraktionsgerade
Minerale bilden oft komplexe Mischkristalle mit vielen verschiedenen Spezies (Ionen, Atome, Moleküle, Leerstellen) auf einer Gitterposition. Je nachdem, welcher Aspekt eines Minerals herausgestellt werden soll, kann eine Mineralzusammensetzung unterschiedlich angegeben werden.

### Empirische Mineralformel
Die empirische Zusammensetzung wird meist angegeben, um ein bestimmtes Mineral von einem bestimmten Fundort genau zu charakterisieren. Sie gibt die vollständige Zusammensetzung eines Minerals an und alle gemessenen Elemente werden den Gitterpositionen der Mineralstruktur zugeordnet. Hierfür müssen z. T. Annahmen über die Ladung von Übergangsmetallionen gemacht werden. Die Zuordnung zu Positionen im Kristallgitter erfolgt wenn möglich anhand von Kristallstrukturanalysen und wenn nötig werden Annahmen über die bevorzugten Positionen einer Spezies gemacht. Mehrere ähnliche Positionen können hierbei zusammengefasst werden.
Beispiele:
- Thermaerogenit (Spinellgruppe): (Cu2+0,619Zn0,422)(Al1,523Fe3+0,443Cr3+0,007)O4[1]
- Bosiit (Turmalingruppe): [X](Na0,73Ca0,23◻0,04)[Y](Fe3+1,47Al0,13Mg2+0,80Fe2+0,59Ti4+0,07)[Z](Al3,23Fe3+1,88Mg2+0,89) [[T](Si5,92Al0,08)O18](BO3)3 [V](OH)3[W][O0,85(OH)0,15][2]

### Vereinfachte Mineralformel
Die vollständige Angabe der Zusammensetzung ist oft nicht nötig oder möglich und erschwert mitunter das Erkennen der charakteristischen Eigenschaften einer Mineralzusammensetzung. Für eine vereinfachte Kristallstrukturformel werden nur noch die Hauptbestandteile einer Gitterposition angegeben. Die Spezies einer Position werden nach Konzentration absteigend sortiert angegeben und die absoluten Werte ihrer Konzentration meist weggelassen.
Beispiele:
- Thermaerogenit (Spinell): (Cu, Zn)(Al, Fe3+)2O4
- Bosiit (Turmalin): [X](Na, Ca)[Y](Fe3+,  Mg, Fe2+, Al)3[Z](Al, Fe3+, Mg)6 [[T]Si6O18](BO3)3 [V](OH)3[W][O, (OH)][2]

### Endgliedzusammensetzung
Mischkristallzusammensetzungen können als Summe der Zusammensetzung der Enden der beteiligten Mischungsreichen beschrieben werden. Diese Endgliedzusammensetzungen geben die Zusammensetzung eines reinen Minerals an und dienen zusammen mit der Struktur zur Definition eines Minerals.
Endgliedzusammensetzungen beziehen sich immer auf eine Struktur und können nicht in einfachere Strukturformeln zerlegt werden. Sie müssen folgenden Bedingungen genügen:
- Elektroneutralität: Endgliedzusammensetzungen sind wie alle anderen kristallchemischen Strukturformeln elektrostatisch ausgeglichen. Die Summe aller positiven und negativen Ladungen ist Null.
- Strukturbezug: Endgliedzusammensetzungen beziehen sich immer auf eine Kristallstruktur und geben die Zusammensetzung jeder Position dieser Struktur an, sowohl für Kationen, Anionen wie auch Leerstellen und neutrale Teilchen oder Moleküle.
- Invarianz: Für alle Gitterpositionen müssen feste Zusammensetzungen angegeben werden. Zum Erhalt der Elektroneutralität der Formel darf höchstens eine Gitterposition mit maximal zwei unterschiedlichen Spezies (Ionen, Atome, Moleküle, Leerstellen) unterschiedlicher Ladung belegt werden. Bei gemischter Besetzung einer Position muss für jede der beiden Spezies eine feste Menge angegeben werden und deren Summe muss die Multiplizität der Gitterposition ergeben.
- Geordnete Strukturen: Ordnungs-Unordnungsphänomene können für die Angabe von Endgliedzusammensetzungen ignoriert werden. Es wird nur eine Endgliedzusammensetzung für die maximal geordnete Verteilung der Spezies in der Struktur angegeben.

Beispiele:
- Thermaerogenit (Spinell): CuAl2O4
- Bosiit (Turmalin): [X]Na[Y]Fe3+3[Z](Al4Mg2)([T]Si6O18)(BO3)3[V](OH)3[W]O[2]